# La casa eléctrica
La casa eléctrica es un cortometraje mudo estadounidense de 1922, escrito y dirigido por Buster Keaton y Edward E. Cline. Protagonizado por Buster Keaton en el papel principal.

## Trama
Por un error, Buster, un botánico, recibe un título profesional en Ingeniería electrónica y es contratado por los dueños de una casa para instalar la red eléctrica. Buster instala las últimas novedades que da la electricidad: escaleras móviles, biblioteca automatizada, servicio de mesa mecánico, etc. Aparece el verdadero ingeniero eléctrico y trata de sabotear la red eléctrica, por venganza, causando el caos.

## Reparto
- Buster Keaton - 'Buster'
- Virginia Fox - La chica
- Joe Roberts - El dueño de casa
- Steve Murphy - El ingeniero eléctrico
- Joe Keaton - Extra
- Louise Keaton - Extra
- Myra Keaton - Extra